# Patrick (pel·lícula)
Patrick (títol original en anglès, Butterfly Tale) és una pel·lícula d'animació per ordinador del 2023 dirigida per Sophie Roy i escrita per Heidi Foss i Lienne Sawatsky. Compta amb les veus originals de Tatiana Maslany i Mena Massoud. Basat en la migració real de les papallones monarca, la trama segueix una papallona jove anomenada Patrick que marxa a una aventura per Amèrica del Nord per seguir el seu somni de volar tot i que té una sola ala. S'ha doblat al català.

## Producció
El novembre de 2022, es va anunciar que Maslany i Massoud serien les veus de Jennifer i Patrick respectivament. A més a més, es va anunciar que la pel·lícula comptaria amb cançons originals de Shawn Mendes i Johnny Orlando. La pel·lícula és una coproducció germanocanadenca entre CarpeDiem Film & TV, Ulysses Filmproduktion i Senator Film Köln amb l'animació realitzada al Singing Frog Studio de Montreal i al Studio Rakete d'Hamburg. Marca el debut com a directora de llargmetratge de Sophie Roy.